# Парчев (Великопольське воєводство)
Парчев (пол. Parczew) — село в Польщі, у гміні Серошевиці Островського повіту Великопольського воєводства.
Населення — 633 особи (2011).

## Демографія
Демографічна структура станом на 31 березня 2011 року:
|          | Загалом | Допрацездатний вік | Працездатний вік | Постпрацездатний вік |
| -------- | ------- | ------------------ | ---------------- | -------------------- |
| Чоловіки | 308     | 66                 | 204              | 38                   |
| Жінки    | 325     | 69                 | 188              | 68                   |
| Разом    | 633     | 135                | 392              | 106                  |